# Мертан
Мерта́н (фр. Merten) — коммуна во французском департаменте Мозель региона Лотарингия. Относится к кантону Бузонвиль.

## География
Мертан расположен в 39 км к востоку от Меца в природном регионе Варндт восточного Мозеля непосредственно у границы с немецкой землёй Саар. 
Соседние коммуны: Бервиллер-ан-Мозель на севере, германский Иберхерн на востоке, Фальк и Аргартан-о-Мин на юго-западе, Далан на западе, Ремерен на северо-западе.

## История
- Коммуна бывшего герцогства Лотарингия.
- В 1815—1827 годах входила в Пруссию по Венскому конгрессу.

## Демография
По переписи 2008 года в коммуне проживало 1486 человек.	

## Достопримечательности
- Следы галло-романской культуры. В 1878 году здесь была раскопана знаменитая 13-метровая Мертанская колонна, которая в настоящее время находится в музее Меца, а две реплики воздвигнуты на улице Серпенуаз и площади Республики в Меце.
- Церковь Нотр-Дам, 1955 года.

## Известные уроженцы
- Жан Киффе (фр. Jean Kiffer; 1936—2011) — французский политик, мэр Амневиля.